# Mike Stack

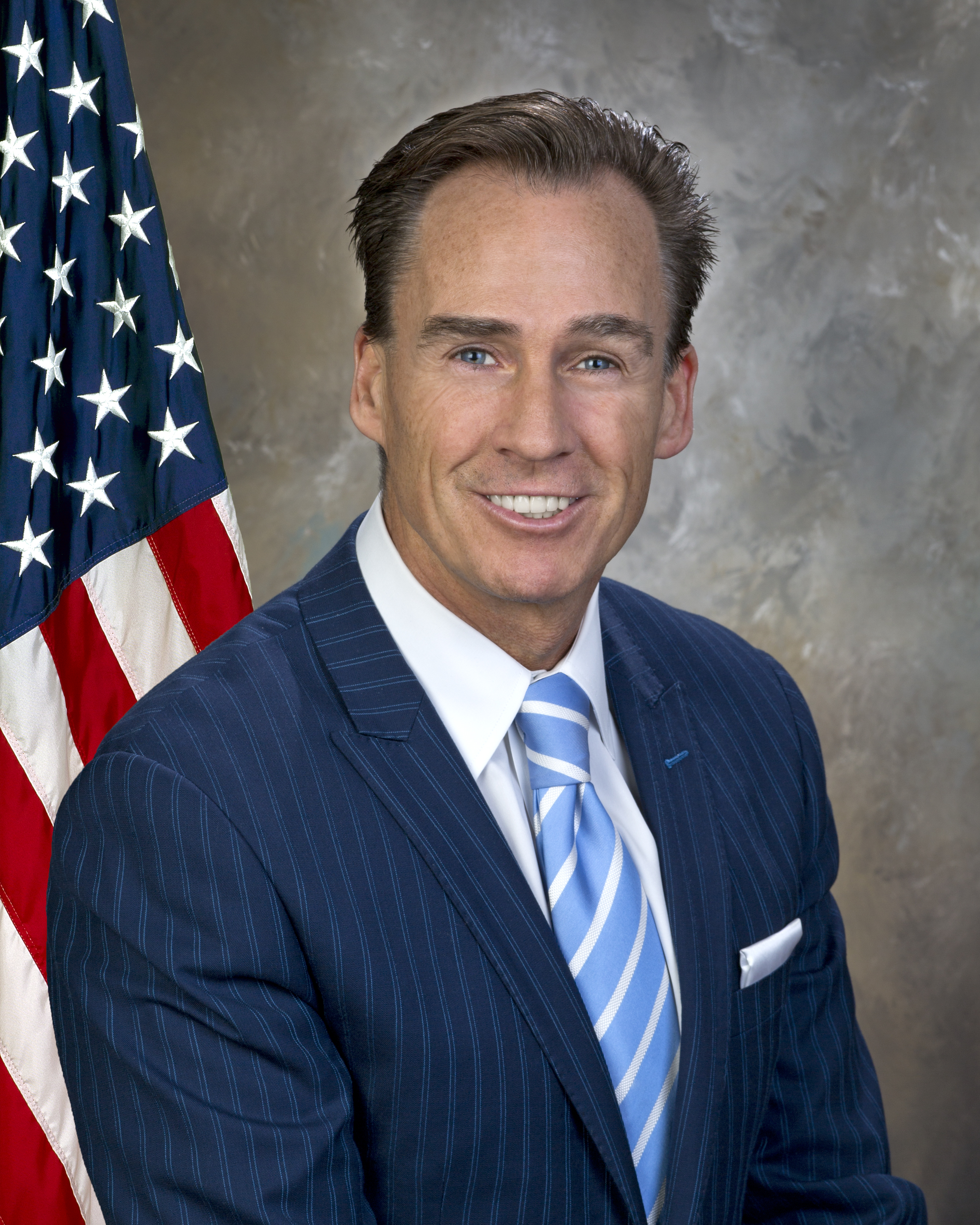
Mike Stack (2015)

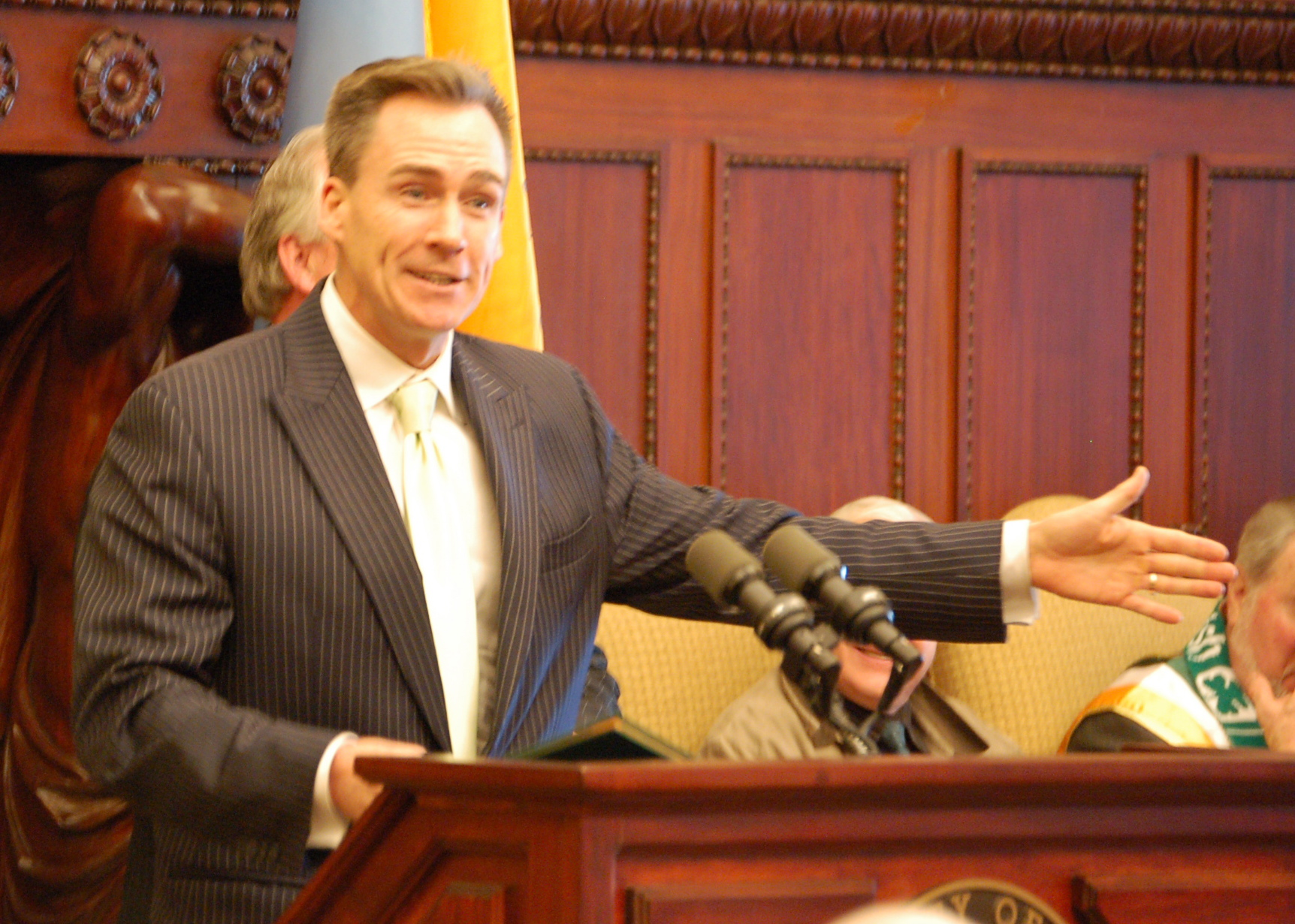
Mike Stack während einer Rede im Senat von Pennsylvania (2011)

Michael Joseph „Mike“ Stack III (* 5. Juni 1963 in Washington, D.C.) ist ein US-amerikanischer Politiker der Demokratischen Partei. Zwischen 2015 und 2019 war er Vizegouverneur von Pennsylvania; zuvor war Stack seit 2001 Mitglied des Senats von Pennsylvania.

## Leben
Mike Stack studierte Rechtswissenschaften und gehörte lange Zeit der Nationalgarde von Pennsylvania an. Nach dem Abschluss seines Studiums im Jahr 1992 wurde er von Gouverneur Robert P. Casey zum Direktor einer staatlichen Organisation ernannt, die für einen für den Katastrophenschutz eingerichteten Fonds zuständig war. Im November 2000 kandidierte Stack als Mitglied der Demokratischen Partei erfolgreich für den Staatssenat von Pennsylvania. Dieses Mandat konnte er daraufhin im Januar 2001 antreten und wurde seither 2004, 2008 und 2012 für je vier Jahre wiedergewählt. Im Senat, wo er den fünften Wahlbezirk repräsentierte, gehörte er unter anderem den Ausschüssen für Technologie, Justiz und Beziehungen zu lokalen Verwaltungseinheiten (local government) an.
Im Mai 2014 kandidierte Stack erfolgreich bei den parteiinternen Vorwahlen der Demokraten als Vizegouverneur von Pennsylvania. Am 20. Mai konnte er sich mit 46 Prozent der Stimmen gegen vier weitere Bewerber klar durchsetzen. Damit wurde er zum Kandidaten seiner Partei für dieses Amt nominiert. Obwohl in Pennsylvania die parteiinternen Vorwahlen für die Posten des Gouverneurs und dessen Stellvertreter getrennt abgehalten werden, stehen beide am eigentlichen Wahltag gemeinsam als Duo auf dem Stimmzettel. Bei der Gouverneurswahl am 4. November 2014 trat Stack daher gemeinsam mit Tom Wolf, dem demokratischen Kandidaten für das Gouverneursamt, an. Sein direkter Gegner war der amtierende Vizegouverneur Jim Cawley von den Republikanern, der sich gemeinsam mit Gouverneur Tom Corbett für eine zweite Amtszeit bewarb. Am Wahltag siegten Wolf und Stack mit 54,9 Prozent der Stimmen. Wie auch Wolf wurde Stack am 20. Januar 2015 in sein neues Amt eingeführt. Am selben Tag legte er auch sein Mandat im Staatssenat nieder, dem er als Vizegouverneur kraft seines Amtes seither als Präsident vorsaß. Allerdings kam ihm das Recht sich an Abstimmungen zu beteiligen nur im Falle eines Patts zu. Im Laufe von Stacks Amtszeit kam es immer wieder zu persönlichen und politischen Differenzen mit Gouverneur Wolf. Außerdem geriet Stack für sein Verhalten gegenüber Mitarbeitern in die Kritik, was den Gouverneur veranlasste, das Budget seines Stellvertreters zu kürzen. Im Vorfeld der Gouverneurswahl 2018 meldeten vier weitere Bewerber ihre Kandidatur für die demokratische Nominierung als Vizegouverneur an. Zuvor hatten sich auch eine Reihe führender Demokraten einschließlich Wolf für eine Ersetzung Stacks bei der nächsten Wahl ausgesprochen. Bei der Vorwahl am 15. Mai 2018, die getrennt von jener um das Gouverneursamt stattfand, setzte sich dann der Bürgermeister der Gemeinde Braddock John Fetterman vom linken Parteiflügel klar durch. Er erhielt 38 % der Stimmen, während Stack mit 16 % lediglich den vierten Platz erreichte. Damit trat Wolf gemeinsam mit Fetterman als neuem Running Mate bei der eigentlichen Wahl im November 2018 an, die beide auch gewinnen konnten. Mike Stack war der erste Vizegouverneur in der Geschichte des Bundesstaates, der von seiner eigenen Partei nicht zur Wiederwahl nominiert wurde. Stacks Amtszeit lief turnusgemäß am 15. Januar 2019 mit der Übergabe an John Fetterman aus.
Mike Stack ist verheiratet und lebt mit seiner Frau Tonya Stack im Nordosten von Philadelphia. Das Ehepaar ist kinderlos. Sein Großvater Michael J. Stack (1888–1960) war von 1935 bis 1939 Abgeordneter im US-Repräsentantenhaus.